# NSÍ Runavík
NSÍ Runavík je nogometni klub s Farskih Otoka.
NSÍ je osnovan 1957. godine. Domaće utakmice igraju na Runavík Stadiumu u Runavíku koji prima 2,000 gledatelja. Zaštitna boja kluba je žuta. Svoje prvo i za sada jedino prvenstvo osvojili su 2007. godine. U europskim natjecanjima su nastupili tri puta, odigrali šest utakmice i svih šest izgubili s ukupnom gol-razlikom 2-22. 

## Poznati igrači
- Bogi Løkin

## Naslovi

### Domaći (4)
- Prvenstvo Farskih Otoka: (1)

2007.
- Kup Farskih Otoka: (2)

1986., 2002.
- Superkup Farskih Otoka: (1)

2007.

## Vanjske poveznice
- Službene stranice  Arhivirana inačica izvorne stranice od 4. travnja 2009. (Wayback Machine)